# Magdalena Sibylla af Sachsen
Magdalena Sibylla af Sachsen (23. december 1617 – 6. januar 1668) var en sachsisk prinsesse, der var prinsesse af Danmark fra 1634 til 1647 som ægtefælle til den udvalgte prins Christian. Efterfølgende var hun hertuginde af Sachsen-Altenburg som ægtefælle til hertug Frederik Vilhelm 2. af Sachsen-Altenburg.

## Biografi

### Fødsel og familie
Magdalena Sibylla blev født i Dresden som den tredje overlevende datter og sjette overlevende barn af kurfyrste Johan Georg 1. af Sachsen og hans anden hustru Magdalena Sibylle af Preussen. Hendes fem ældre søskende var: Sophie Eleonore (1609-1671), Marie Elisabeth (1610-1684), Johan Georg (1613-1680), August (1614-1680) og Christian (1615-1691); hendes eneste yngre søskende var Moritz (1619-1681)

### Første ægteskab
I 1633 blev hun blev forlovet med Prins Christian af Danmark, der var søn af Christian 4. og udvalgt til at blive sin fars efterfølger. Brylluppet blev afholdt året efter, den 5. oktober 1634, i København ved en overdådig festligholdelse, som er kendt som Det store bilager (”bilager” af Plattysk for ”bryllup”, egentlig en reference til når brudefolkene lægger (lager) sig ved siden (bi) af hinanden). Brylluppet var den største og dyreste festligholdelse i 1600-tallets Danmark og eksemplarisk for barokkens pomp og pragt.
Parret boede på Nykøbing Slot på Falster. Magdalene Sibylle levede et tilbagetrukket liv som prinsesse. Hun donerede til kirken, og hun skrev en bønnebog. Hendes mand døde i 1647 under en rejse til Sachsen, hvor hun også var med. Ægteskabet endte barnløst, og hendes svoger Frederik 3. blev derfor konge i stedet, da Christian 4. døde året efter.
Som enke fik hun tildelt Lolland-Falster som sit livgeding, mens hun trak sig tilbage til sin medgifts landejendomme i Syddanmark.

### Andet ægteskab
I 1651 blev hun forlovet med hertug Frederik Vilhelm 2. af Sachsen-Altenburg. De blev gift året efter den 11. oktober 1652 i Dresden. Efterfølgende mistede hun sine besiddelser og offentlige embeder i Danmark.
Hun besøgte Danmark i 1662 i forbindelse med forlovelsen af prinsesse Anna Sophie af Danmark med hendes nevø Johan Georg 3. af Sachsen. Ved hendes død blev det sagt, at hun havde været en loyal dansker indtil den dag. Hun døde den 6. januar 1669 i Altenburg og er gravlagt i slotskirken i samme by.

## Børn
Med Frederik Vilhelm fik hun tre børn:
- Christian (1654-1663)
- Johanne Magdalene (1656-1686)
- Frederik Vilhelm 3. af Sachsen-Altenburg (1657-1672)

## Anetavle
| Anetavle for Magdalena Sibylle af Sachsen | Anetavle for Magdalena Sibylle af Sachsen                                                     | Anetavle for Magdalena Sibylle af Sachsen                                                     | Anetavle for Magdalena Sibylle af Sachsen                                                          | Anetavle for Magdalena Sibylle af Sachsen                                                          | Anetavle for Magdalena Sibylle af Sachsen                                                                 | Anetavle for Magdalena Sibylle af Sachsen                                                                 | Anetavle for Magdalena Sibylle af Sachsen                                                                | Anetavle for Magdalena Sibylle af Sachsen                                                                |
| ----------------------------------------- | --------------------------------------------------------------------------------------------- | --------------------------------------------------------------------------------------------- | -------------------------------------------------------------------------------------------------- | -------------------------------------------------------------------------------------------------- | --- | --- | --- | --- |
| Tipoldeforældre                           | Hertug Henrik den fromme (1473-1541) ∞ 1512 Katharina af Mecklenburg (1487-1561)              | Kong Christian 3. (1503-1559) ∞ 1525 Dorothea af Sachsen-Lauenburg (1511-1571)                | Kurfyrste Joachim 2. af Brandenburg (1505-1571) ∞ 1524 Magdalena af Sachsen (1507-1534)            | hertug Georg von Brandenburg-Ansbach (1484-1543) ∞ 1525 Hedwig von Münsterberg-Oels (1508-1531)    | Grev Frederick 1., Margrave af Brandenburg-Ansbach (1460-1536) ∞ 1479 Sofia Jagiellonica (1464-1512)      | Fyrst Eric 1. af Brunswick-Lüneburg (1470-1540) ∞ 1525 Elisabeth af Brandenburg (1510-1558)               | Hertug Johann af Jülich-Kleve-Berg (1490-1539) ∞ 1510 Maria af Jülich-Berg (1491-1543)                   | Kejser Ferdinand 1. (1503-1564) ∞ 1521 Anne af Bøhmen (1503-1547)                                        |
| Oldeforældre                              | Kurfyrste August af Sachsen (1526-1586) ∞ 1548 Anna af Danmark (1532-1585)                    | Kurfyrste August af Sachsen (1526-1586) ∞ 1548 Anna af Danmark (1532-1585)                    | Kurfyrste Johann Georg af Brandenburg (1525-1598) ∞ 1548 Sabina af Brandenburg-Ansbach (1529-1575) | Kurfyrste Johann Georg af Brandenburg (1525-1598) ∞ 1548 Sabina af Brandenburg-Ansbach (1529-1575) | Hertug Albrecht av Preussen (1490-1568) ∞ 1550 Anna Marie af Braunschweig-Calenberg-Göttingen (1532-1568) | Hertug Albrecht av Preussen (1490-1568) ∞ 1550 Anna Marie af Braunschweig-Calenberg-Göttingen (1532-1568) | Hertug Vilhelm af Kleve (1516-1592) ∞ 1546 Maria af Østrig (1531-1581)                                   | Hertug Vilhelm af Kleve (1516-1592) ∞ 1546 Maria af Østrig (1531-1581)                                   |
| Bedsteforældre                            | Kurfyrste Christian af Sachsen (1560-1591) ∞ 1582 Sophie af Brandenburg (1568-1622)           | Kurfyrste Christian af Sachsen (1560-1591) ∞ 1582 Sophie af Brandenburg (1568-1622)           | Kurfyrste Christian af Sachsen (1560-1591) ∞ 1582 Sophie af Brandenburg (1568-1622)                | Kurfyrste Christian af Sachsen (1560-1591) ∞ 1582 Sophie af Brandenburg (1568-1622)                | Hertug Albrecht Friedrich af Preussen (1553-1618) ∞ 1573 Marie Eleonore af Jülich-Kleve-Berg (1550-1608)  | Hertug Albrecht Friedrich af Preussen (1553-1618) ∞ 1573 Marie Eleonore af Jülich-Kleve-Berg (1550-1608)  | Hertug Albrecht Friedrich af Preussen (1553-1618) ∞ 1573 Marie Eleonore af Jülich-Kleve-Berg (1550-1608) | Hertug Albrecht Friedrich af Preussen (1553-1618) ∞ 1573 Marie Eleonore af Jülich-Kleve-Berg (1550-1608) |
| Forældre                                  | Kurfyrste Johan Georg af Sachsen (1585-1656) ∞ 1607 Magdalena Sibylle af Preussen (1586-1659) | Kurfyrste Johan Georg af Sachsen (1585-1656) ∞ 1607 Magdalena Sibylle af Preussen (1586-1659) | Kurfyrste Johan Georg af Sachsen (1585-1656) ∞ 1607 Magdalena Sibylle af Preussen (1586-1659)      | Kurfyrste Johan Georg af Sachsen (1585-1656) ∞ 1607 Magdalena Sibylle af Preussen (1586-1659)      | Kurfyrste Johan Georg af Sachsen (1585-1656) ∞ 1607 Magdalena Sibylle af Preussen (1586-1659)             | Kurfyrste Johan Georg af Sachsen (1585-1656) ∞ 1607 Magdalena Sibylle af Preussen (1586-1659)             | Kurfyrste Johan Georg af Sachsen (1585-1656) ∞ 1607 Magdalena Sibylle af Preussen (1586-1659)            | Kurfyrste Johan Georg af Sachsen (1585-1656) ∞ 1607 Magdalena Sibylle af Preussen (1586-1659)            |
| Magdalena Sibylle von Sachsen             |                                                                                               |                                                                                               | | | | | | |